# Selezioni giovanili della nazionale maschile di pallacanestro dell'Italia
Le selezioni giovanili della nazionale di pallacanestro dell'Italia sono gestite dalla Federazione Italiana Pallacanestro e partecipano ai tornei cestistici internazionali per squadre nazionali, limitatamente a specifiche classi d'età.

## Sperimentale
Rappresenta la seconda squadra dell'Italia, che occasionalmente funge da supporto e sviluppo per la prima squadra. Partecipa ad alcune manifestazioni internazionali di pallacanestro per nazioni gestite dalla FIBA.

### Partecipazioni
Giochi del Mediterraneo
- 1991 -  1º
- 1997 -  2º
- 2001 -  3º
- 2013 - 5º

 Italia sperimentale - Pallacanestro maschile agli XI Giochi del MediterraneoAmbrassa, Busca, Conti, De Pol, Frosini, Fučka, Moretti, Niccolai, Portaluppi, Rizzo, Rossini, Tolotti, All. -
 Italia sperimentale - Pallacanestro maschile ai XIII Giochi del Mediterraneo4 Damião, 5 Mian, 6 Portaluppi, 7 Basile, 8 Ruggeri, 9 Rossi, 10 Scarone, 11 Alberti, 12 Tonolli, 13 Sambugaro, 14 Podestà, 15 Monti,        All. Attilio Caja
 Italia sperimentale - Pallacanestro maschile ai XIV Giochi del Mediterraneo4 Ress, 5 Bulleri, 6 Michelori, 7 Zanelli, 8 Vanuzzo, 9 Mancinelli, 10 Gigena, 11 Cittadini, 12 Mordente, 13 Santarossa, 14 Podestà, 15 Monti,        All. Luca Banchi
 Italia sperimentale - Pallacanestro ai XVII Giochi del Mediterraneo4 Gentile, 5 Amici, 7 De Nicolao, 8 Natali, 9 Moraschini, 10 Cournooh, 11 Zerini, 12 Cervi, 13 Vitali, 14 Mazzola, 15 Magro,        All. Luca Dalmonte
Roster attuale Aggiornato al 04 luglio 2023:
|    | Naz.              | Ruolo | Sportivo            | Anno | Alt. |  |  |
| -- | ----------------- | ----- | ------------------- | ---- | ---- |  |  |
| 5  | Italia (bandiera) | A     | Filippo Gallo       | 2004 | 192  |  |  |
| 6  | Italia (bandiera) | G     | Samuele Miccoli     | 2006 | 187  |  |  |
| 8  | Italia (bandiera) | P     | Saverio Bartoli     | 2000 | 194  |  |  |
| 9  | Italia (bandiera) | A     | Vittorio Bartoli    | 2001 | 201  |  |  |
| 13 | Italia (bandiera) | PG    | Matteo Librizzi     | 2002 | 180  |  |  |
| 21 | Italia (bandiera) | A     | Grant Basile        | 2000 | 206  |  |  |
| 23 | Italia (bandiera) | C     | Maximilian Ladurner | 2001 | 207  |  |  |
| 18 | Italia (bandiera) | C     | Mouhamet Diouf      | 2001 | 206  |  |  |
| 36 | Italia (bandiera) | PG    | Matteo Schina       | 2001 | 180  |  |  |
| 44 | Italia (bandiera) | A     | Sasha Grant         | 2002 | 201  |  |  |
| 55 | Italia (bandiera) | G     | Dame Sarr           | 2006 | 198  |  |  |
| 75 | Italia (bandiera) | A     | Niccolò Filoni      | 2001 | 196  |  |  |

Staff tecnico
- Allenatore: Edoardo Casalone
- Assistente allenatore: Riccardo Fois
- Assistente allenatore: Federico Fucà
- Medico: Roberto Ciardo
- Fisioterapista: Danilo Raimondo
- Preparatore fisico: Fabrizio Santolamazza
- Team Manager: Simone Bocconcelli
- Capo Delegazione: Carlo Recalcati
- Resp. Tecnico: Gianmarco Pozzecco

## Universitaria
Rappresenta la selezione composta da atleti universitari di nazionalità italiana. Partecipa a tutte le manifestazioni universitarie di pallacanestro per nazioni gestite dalla FIBA.
Il 19 marzo 1937 si è radunata la «selezione della rappresentativa dei goliardi» al campo della Parioli Roma, allenata da Angelo Bovi. Si disputarono tre partitelle tra Azzurri (Dondi, Conti, Franceschini, Paganella, Mazzini, Pasteris) e Neri (Basso, Ragnini, Pasquini, Balestrieri, Mancini, Aprile, Cristiani).

### Partecipazioni
Universiadi
- 1959 -  2º
- 1961 - 7°
- 1965 - 9°
- 1970 - 5°
- 1997 - 4º

- 2009 - 15º
- 2019 - 12º

 Italia universitaria - Pallacanestro alla I UniversiadeBertini, Bonetto, Borghetti, Cernich, Gatti, Marchionetti, Paoletti, Pieri, Riminucci, Velluti, Vianello, Volpato, All. Nello Paratore
 Italia universitaria - Pallacanestro alla XXX Universiade - Torneo maschile4 Mussini, 5 Grande, 6 Da Campo, 8 Picarelli, 9 Visconti, 10 Longobardi, 12 Marconi, 14 Mascolo, 15 Cucci, 16 Gellera Malvolti, 19 Beretta, 20 Demetrio,        All. Andrea Paccariè

## Under-20
Rappresenta i migliori giocatori di nazionalità italiana di età non superiore ai 20 anni. Partecipa a tutte le manifestazioni internazionali giovanili di pallacanestro per nazioni gestite dalla FIBA.

### Partecipazioni
Mondiali Under-22
- 1993 - 4°

 Italia under 22 - Campionato mondiale maschile di pallacanestro Under-22 19934 Abbio, 5 Calbini, 6 Bonora, 7 Fučka, 8 De Pol, 9 Ruggeri, 10 Monzecchi, 11 Alberti, 12 Laezza, 13 Portaluppi, 14 Frosini, 15 Casoli,        All. -
FIBA EuroBasket Under-20
- 1992 -  1°
- 1994 -  2°
- 1996 - 5º
- 1998 - 6°
- 2002 - 11°

- 2005 - 8º
- 2006 - 4°
- 2007 -  3°
- 2008 - 8°
- 2009 - 4°

- 2010 - 10°
- 2011 -  2°
- 2012 - 10°
- 2013 -  1°
- 2014 - 10°

- 2015 - 9°
- 2016 - 5°
- 2017 - 13°
- 2018 - 8°
- 2019 - 13°

- 2022 - 9°
- 2023 - 9°
- 2024 - 9°
- 2025 -  1°

 Italia under 22 - Campionato europeo maschile di pallacanestro Under-22 19924 Abbio, 5 Bonsignori, 6 Busca, 7 Calbini, 8 Dallamora, 9 De Pol, 10 Ferroni, 11 Frosini, 12 Monzecchi, 13 Moretti, 14 Portaluppi, 15 Semprini,        All. Giovanni Piccin
 Italia under 22 - Campionato europeo maschile di pallacanestro Under-22 19944 Alberti, 5 Ancilotto, 6 Brembilla, 7 Bonaventuri, 8 Calbini, 9 Mennucci, 10 Mian, 11 Nobile, 12 Orsini, 13 Panichi, 14 Prato, 15 Rossi, 16 Semprini,        All. -
 Italia under 22 - Campionato europeo maschile di pallacanestro Under-22 19964 Rossi, 5 Burini, 6 Gironi, 7 Basile, 8 Muzio, 9 Gamba, 10 Tonolli, 11 Marconato, 12 Soragna, 13 Antinori, 14 Monti, 15 Galanda,        All. -
 Italia under 22 - Campionato europeo maschile di pallacanestro Under-22 19984 Mordente, 5 Santarossa, 6 Agostini, 7 Burini, 8 Righetti, 9 Giadini, 10 Parente, 11 Michelori, 12 Cazzaniga, 13 Di Giuliomaria, 14 Podestà, 15 Maggioli,        All. Marco Crespi
 Italia under 20 - Campionato europeo maschile di pallacanestro Under-20 20024 Gigli, 5 Giachetti, 6 Mancinelli, 7 Sottana, 8 Zacchetti, 9 Flamini, 10 Infante, 11 Garri, 12 Brkic, 13 Formenti, 14 Fultz, 15 Barlera,        All. -
 Italia under 20 - Campionato europeo maschile di pallacanestro Under-20 20054 Berti, 5 Ferrara, 6 Castelluccia, 7 Vitali, 8 Marino, 9 Belinelli, 10 Antonutti, 11 Canavesi, 12 Sacchetti, 13 Cortese, 14 Fattori, 15 Lechthaler,        All. Fabrizio Frates
 Italia under 20 - Campionato europeo maschile di pallacanestro Under-20 20064 Piazza, 5 Cavallaro, 6 Scarponi, 7 Gergati, 8 Cuccarolo, 9 Antonutti, 10 Vitali, 11 Canavesi, 12 Chiumenti, 13 Datome, 14 Sacchetti, 15 Lechthaler,        All. Stefano Sacripanti
 Italia under 20 - Campionato europeo maschile di pallacanestro Under-20 20074 Piazza, 5 Giuri, 6 Bruttini, 7 Tomassini, 8 Cuccarolo, 9 Filloy, 10 Aradori, 11 Ammannato, 12 D'Ercole, 13 Datome, 14 Chiumenti, 15 Hackett,        All. Stefano Sacripanti
 Italia under 20 - Campionato europeo maschile di pallacanestro Under-20 20084 Tomassini, 5 Rullo, 6 Eliantonio, 7 Giuri, 8 Ammannato, 9 D'Ercole, 10 Aradori, 11 Bonessio, 12 Raspino, 13 Cutolo, 14 Mazzola, 15 Ferrero,        All. Stefano Sacripanti
 Italia under 20 - Campionato europeo maschile di pallacanestro Under-20 20094 Cournooh, 5 Gentile, 6 Marusic, 7 Saccaggi, 8 Raspino, 9 Truccolo, 10 Crotta, 11 Rullo, 12 Sandri, 13 Rotondo, 14 Martinoni, 15 Da Ros,        All. Stefano Sacripanti
 Italia under 20 - Campionato europeo maschile di pallacanestro Under-20 20104 Giampaoli, 5 Sanguinetti, 6 Biligha, 7 Pascolo, 8 Baldi Rossi, 9 Borra, 10 Casella, 11 Rullo, 12 Sandri, 13 Vitali, 14 Crotta, 15 Gentile,        All. Stefano Sacripanti
 Italia under 20 - Campionato europeo maschile di pallacanestro Under-20 20114 De Nicolao, 5 Traini, 6 Melli, 7 Fontecchio, 8 Santiangeli, 9 Moraschini, 10 Ceron, 11 Baldi Rossi, 12 Polonara, 13 Vitali, 14 Cervi, 15 Gentile,        All. Stefano Sacripanti
 Italia under 20 - Campionato europeo maschile di pallacanestro Under-20 20124 Traini, 5 Touré, 6 Tessitori, 7 Saccaggi, 8 Parrillo, 9 Mian, 10 Laganà, 11 Ceron, 12 Spizzichini, 13 Abass, 14 Cefarelli, 15 Cicognani,        All. Stefano Sacripanti
 Italia under 20 - Campionato europeo maschile di pallacanestro Under-20 20134 Monaldi, 5 Fallucca, 6 Chillo, 7 Tonut, 8 Della Valle, 9 Laganà, 10 Ruzzier, 11 Lombardi, 12 Imbrò, 13 Abass, 14 Cefarelli, 15 Landi,        All. Stefano Sacripanti
 Italia under 20 - Campionato europeo maschile di pallacanestro Under-20 20144 Cucco, 5 Spissu, 6 Ikangi, 7 Laquintana, 8 Fontecchio, 9 De Vico, 10 Turel, 11 Akele, 12 Marini, 13 Bossi, 14 Candussi, 15 Landi,        All. Stefano Sacripanti
 Italia under 20 - Campionato europeo maschile di pallacanestro Under-20 20154 Cappelletti, 7 Lupusor, 8 Laquintana, 9 Spatti, 10 Spissu, 11 Vencato, 12 Flaccadori, 13 Fontecchio, 14 Akele, 18 Benetti, 19 Zilli, 20 Vedovato,        All. Stefano Sacripanti
 Italia under 20 - Campionato europeo maschile di pallacanestro Under-20 20164 Mussini, 6 Candi, 7 Rossato, 8 Mastellari, 9 Lupusor, 10 La Torre, 11 Moretti, 12 Flaccadori, 13 Totè, 15 Donzelli, 16 Severini, 18 Guariglia,        All. Stefano Sacripanti
 Italia under 20 - Campionato europeo maschile di pallacanestro Under-20 20174 Caroti, 6 Da Campo, 8 La Torre, 9 Sgorbati, 11 Moretti, 12 Timperi, 13 Bolpin, 14 Mezzanotte, 16 Totè, 18 Okeke, 20 Cattapan, 23 Oxilia,        All. Maurizio Buscaglia
 Italia under 20 - Campionato europeo maschile di pallacanestro Under-20 20185 Antelli, 6 Denegri, 7 Dieng, 8 Pajola, 10 Oxilia, 11 Moretti, 12 Bucarelli, 14 Mezzanotte, 15 Simioni, 18 Caruso, 19 Berti, 20 Lever,        All. Eugenio Dalmasson
 Italia under 20 - Campionato europeo maschile di pallacanestro Under-20 20194 Stefanini, 5 Palumbo, 8 Zampini, 9 Pajola, 10 Caruso, 11 Valentini, 12 Serpilli, 13 Ebeling, 14 Miaschi, 15 Morgillo, 16 Sarto, 18 Poser,        All. Andrea Capobianco
 Italia under 20 - Campionato europeo maschile di pallacanestro Under-20 20224 Librizzi, 5 Gallo, 7 Berdini, 8 Castellino, 9 Penè, 10 Casarin, 11 Rashed, 12 Boglio, 15 Bartoli, 16 Vincini, 18 Virginio, 19 Okeke,        All. Alessandro Magro
 Italia under 20 - Campionato europeo maschile di pallacanestro Under-20 20233 Ferrari, 4 Giordano, 7 Berdini, 9 Onojaife, 10 Casarin, 11 Virginio, 12 Boglio, 13 Maretto, 15 Fantoma, 16 Vincini, 19 Loro, 99 Faggian,        All. Alessandro Magro
 Italia under 20 - Campionato europeo maschile di pallacanestro Under-20 20240 Marangon, 2 Innocenti, 5 Gallo, 9 Torresani, 10 van der Knaap, 12 D'Amelio, 13 Maretto, 14 Pozzato, 24 Ferrari, 33 Oberti, 40 Salvioni, 99 Faggian,        All. Paolo Galbiati
 Italia under 20 - Campionato europeo maschile di pallacanestro Under-20 20251 De Martin, 5 Trucchetti, 7 Assui, 8 Valesin, 9 Torresani, 10 Atamah, 11 Airhienbuwa, 13 Marangon, 18 Iannuzzi, 19 Zanetti, 24 Ferrari, 34 Osasuyi,        All. Alessandro Rossi

## Under-19
Rappresenta i migliori giocatori di nazionalità italiana di età non superiore ai 19 anni. Partecipa a tutte le manifestazioni internazionali giovanili di pallacanestro per nazioni gestite dalla FIBA.

### Partecipazioni
Mondiali Under-19
- 1979 - 6°
- 1983 - 6°
- 1987 -  3°
- 1991 -  2°
- 1995 - 13°

- 2015 - 6°
- 2017 -  2°

 Italia under 19 - Campionato mondiale maschile di pallacanestro Under-19 19794 Biaggi, 5 Fantozzi, 6 Bergonzoni, 7 Tonut, 8 Innocentin, 9 Fantin, 10 Lorenzon, 11 Costa, 12 Silvestri, 13 Magnifico, 14 Ricci, 15 Riva,        All. -
 Italia under 19 - Campionato mondiale maschile di pallacanestro Under-19 19834 Sbaragli, 5 Marino, 6 Paci, 7 Sala, 8 Romano, 9 Ragazzi, 10 Nobile, 11 Binelli, 12 Boni, 13 Morandotti, 14 Montecchi, 15 Bosa,        All. -
 Italia under 19 - Campionato mondiale maschile di pallacanestro Under-19 19874 Brusamarello, 5 Gentile, 6 Pittis, 7 Aldi, 8 Rusconi, 9 Niccolai, 10 Zeno, 11 Pessina, 12 Ballestra, 13 Tolotti, 14 Savio, 15 Palmieri,        All. Filippo Faina
 Italia under 19 - Campionato mondiale maschile di pallacanestro Under-19 19914 Calbini, 5 Portaluppi, 6 Anchisi, 7 Fučka, 8 De Pol, 9 Ruggeri, 10 Abbio, 11 Alberti, 12 Semprini, 13 Londero, 14 Frosini, 15 Bonsignori,        All. -
 Italia under 19 - Campionato mondiale maschile di pallacanestro Under-19 19954 Rombaldoni, 5 Bulleri, 6 Benini, 7 Causin, 8 Righetti, 9 Lamma, 10 Gironi, 11 Farioli, 12 Barbieri, 13 Agostini, 14 Maggioli, 15 Gigena,        All. -
 Italia under 19 - Campionato mondiale maschile di pallacanestro Under-19 20154 Costa, 5 Della Rosa, 6 Severini, 7 Lupusor, 8 Mastellari, 9 Picarelli, 10 La Torre, 11 Cacace, 12 Flaccadori, 13 Lucarelli, 14 Ruiu, 15 Totè,        All. Andrea Capobianco
 Italia under 19 - Campionato mondiale maschile di pallacanestro Under-19 20174 Penna, 5 Simioni, 7 Caruso, 8 Pajola, 9 Visconti, 11 Denegri, 12 Bucarelli, 14 Mezzanotte, 16 Massone, 18 Okeke, 22 Antelli, 23 Oxilia,        All. Andrea Capobianco

## Under-18
Rappresenta i migliori giocatori di nazionalità italiana di età non superiore ai 18 anni. Partecipa a tutte le manifestazioni internazionali giovanili di pallacanestro per nazioni gestite dalla FIBA.

### Partecipazioni
FIBA EuroBasket Under-18
- 1964 -  3°
- 1966 -  3°
- 1968 -  3°
- 1970 -  3°
- 1972 -  2°
- 1974 -  3°
- 1976 - 5º
- 1978 - 5º
- 1980 - 5º
- 1982 - 4º

- 1984 -  2°
- 1986 -  3°
- 1988 -  2°
- 1990 -  1°
- 1992 -  2°
- 1994 - 4º
- 1996 - 6º
- 1998 - 12°
- 2000 - 4º
- 2004 - 4º

- 2005 -  3°
- 2006 - 7º
- 2007 - 13º
- 2008 - 11º
- 2009 - 7º
- 2010 - 12º
- 2011 - 4º
- 2012 - 7º
- 2013 - 10º
- 2014 - 6º

- 2015 - 11º
- 2016 -  3°
- 2017 - 5º
- 2018 - 10º
- 2019 - 9º
- 2022 - 6º
- 2023 - 9º

### Altre Manifestazioni
- Torneo Albert Schweitzer: 4

1966, 1969, 1983, 2014

## Under-17
Rappresenta i migliori giocatori di nazionalità italiana di età non superiore ai 17 anni. Partecipa a tutte le manifestazioni internazionali giovanili di pallacanestro per nazioni gestite dalla FIBA.

### Piazzamenti
Mondiali Under-17
- 2014 - 9°
- 2024 -  2°

## Under-16
Rappresenta i migliori giocatori di nazionalità italiana di età non superiore ai 16 anni. Partecipa a tutte le manifestazioni internazionali giovanili di pallacanestro per nazioni gestite dalla FIBA.

### Partecipazioni
FIBA EuroBasket Under-16
- 1971 -  2°
- 1973 - 4°
- 1975 - 4°
- 1977 - 4°
- 1979 -  2°
- 1981 -  2°
- 1983 - 5°
- 1985 -  3°
- 1987 -  2°
- 1989 -  3°

- 1991 -  1°
- 1993 - 6°
- 1995 - 5°
- 1997 - 11°
- 2001 - 10°
- 2003 - 9°
- 2004 - 6°
- 2005 - 7°
- 2006 - 6°
- 2007 - 5°

- 2008 - 13°
- 2009 - 12°
- 2010 - 9°
- 2011 - 10°
- 2012 - 4°
- 2013 - 4°
- 2014 - 5°
- 2015 - 10°
- 2016 - 7°
- 2017 - 9°

- 2018 - 12°
- 2019 -  3°
- 2022 - 6°
- 2023 -  2°

## Under-15
Rappresenta i migliori giocatori di nazionalità italiana di età non superiore ai 15 anni. Non esistendo, a livello FIBA, di un campionato europeo di categoria, questa variante giovanile disputa solamente incontri amichevoli per preparare gli atleti ai Campionati europei Under-16 che disputeranno l'anno successivo.

## Under-14
Rappresenta i migliori giocatori di nazionalità italiana di età non superiore ai 14 anni. Non esistendo, a livello FIBA, di un campionato europeo di categoria, questa variante giovanile disputa solamente incontri amichevoli per preparare gli atleti ai Campionati europei Under-16 che disputeranno nel biennio successivo.